# Touria (Pripiat)
Ne pas confondre avec l'autre rivière d'Ukraine appelée Touria.
La rivière Touria (en ukrainien : Турія ; en russe : Турья ; en polonais : Turia) est un cours d'eau d'Ukraine et un affluent du  Pripiat, donc un sous-affluent du Dniepr. Sa longueur est de 184 km. Elle coule vers le nord dans l'oblast de Volhynie, traverse la commune urbaine de Touriïsk, à qui elle donne son nom, et la ville de Kovel. Elle a de nombreux bras-morts et étangs et son cours principal est parfois difficile à discerner. Les cours d'eau de la région sont souvent gelés entre novembre et mars.

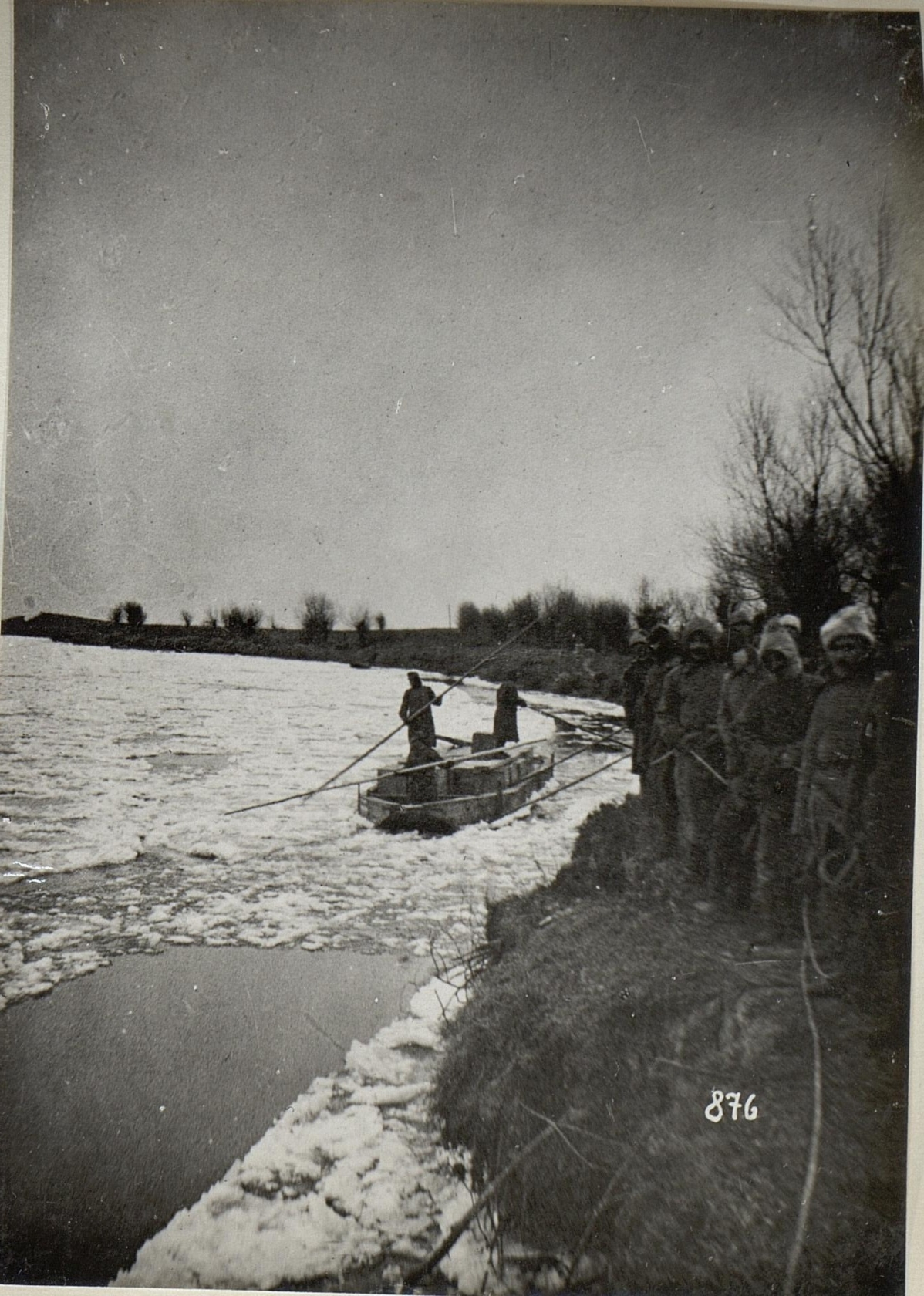
Traversée d'une rivière près de Kovel pendant la Première Guerre mondiale.

## Sources et bibliographie
- (de) Cet article est partiellement ou en totalité issu de l’article de Wikipédia en allemand intitulé « Turija » (voir la liste des auteurs) dans sa version du 16 novembre 2016.